# Ено (ера)
Ено (延応) је јапанска ера (ненко) која је настала после Рјакунин и пре Нинџи ере. Временски је трајала од фебруара 1239. до јула 1240. године и припадала је Камакура периоду. Владајући монарх био је цар Шиџо.

## Важнији догађаји Ено ере
- 1239. (Ено 1, први месец): Дворски „даиџо даиџин“, Куџо Јошивара, повлачи се из државне службе и постаје будистички монах.[3]
- 1239. (Ено 1, други месец): Бивши цар Го-Тоба умире у 60 години.[3]